# Korogwe (Distrikt)
Korogwe, auch Korogwe (DC) genannt, ist ein Distrikt in der Region Tanga im Nordosten von Tansania mit der Verwaltung in der gleichnamigen Stadt Korogwe. Der Distrikt grenzt im Norden an die Distrikte Lushoto und Bumbuli, im Osten an die Distrikte Mkinga und Muheza, im Süden an die Distrikte Korogwe (TC) und Handeni und im Westen an die Regionen Manyara und Kilimandscharo.

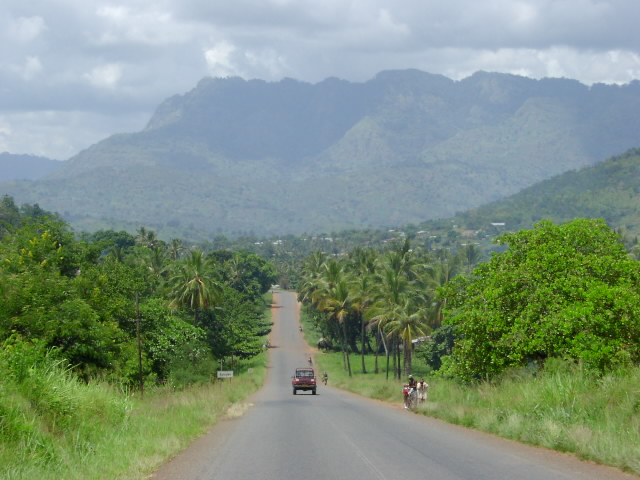
Straße nach Korogwe mit den Usambara-Bergen.

## Geographie
Korogwe hat eine Fläche von 3203 Quadratkilometer und 272.870 Einwohner (Volkszählung 2022). Das Land kann in drei Zonen gegliedert werden:
- Usambara-Berge: Ein Viertel der Distriktfläche liegt in den Westlichen Usambara-Bergen in einer Höhe von 900 bis 1500 Meter über dem Meer.
- Feuchtes Tiefland: Rund ein Drittel der Fläche ist heiß und feucht und liegt 600 bis 800 Meter hoch.
- Halbtrockene Zone: Das Land liegt 400 bis 700 Meter hoch und es regnet weniger als 600 Millimeter im Jahr.[3]

Die Entwässerung erfolgt über den Fluss Pangani und seine Nebenflüsse Mkomazi und Luengera, sowie im Nordosten über den Fluss Umba in den Indischen Ozean. Das Klima ist abhängig von der Lage, großteils ein tropisches Savannenklima, Aw nach der effektiven Klimaklassifikation oder ein heißes halbtrockenes Klima BSh.

## Geschichte
Seit der Abspaltung des Distriktes Korogwe (TC) im Jahr 2005 hat der Distrikt Korogwe seine heutige Form.

## Verwaltungsgliederung
In Korogwe gibt es den einen Wahlkreis (Jimbo) Korogwe Vijijini und 29 Bezirke (Kata):
- Bungu
- Chekelei
- Dindira
- Foroforo
- Hale
- Kalalani
- Kerenge
- Kizara
- Kwagunda
- Kwashemshi
- Lewa
- Lutindi
- Magamba Kwalukonge
- Magila Gereza
- Magoma
- Makumba
- Makuyuni
- Mashewa
- Mazinde
- Mgwashi
- Mkalamo
- Mkomazi
- Mkumbara
- Mlungui
- Mnyuzi
- Mombo
- Mpale
- Mswaha
- Vugiri

## Bevölkerung
| Die größte ethnische Gruppe im Distrikt sind die Sambaa, ansonst ist die Bevölkerung sehr heterogen. Die Einwohnerzahl des Distriktes stieg von 218.849 im Jahr 1988 auf 207.381 bei der Volkszählung 2002, weiter auf 242.038 im Jahr 2012 und 264.628 im Jahr 2016 (Schätzung) sowie 272.870 bei der Volkszählung 2022. Die folgende Tabelle zeigt den Vergleich mit dem Stadt-Distrikt Korogwe (TC): \| Council \| Einwohner 1988 \| Einwohner 2002 \| Einwohner 2012 \| Einwohner 2016 \| Einwohner 2022 \| \| --------------------------- \| -------------- \| -------------- \| -------------- \| -------------- \| -------------- \| \| Land-Distrikt Korogwe (DC) \| 218.849 \| 207.381 \| 242.038 \| 264.628 \| 272.870 \| \| Stadt-Distrikt Korogwe (TC) \| – \| 52.857 \| 68.308 \| 74.683 \| 86.551 \| Von den Über-Fünfjährigen sprachen zwei Drittel Swahili. Auf dem Land sprachen weniger als zehn Prozent Englisch und Swahili, in der Stadt über zwanzig Prozent (Stand 2012). | Die zur Anzeige dieser Grafik verwendete Erweiterung wurde dauerhaft deaktiviert. Wir arbeiten aktuell daran, diese und weitere betroffene Grafiken auf ein neues Format umzustellen. (Mehr dazu) Korogwe (DC) | Die zur Anzeige dieser Grafik verwendete Erweiterung wurde dauerhaft deaktiviert. Wir arbeiten aktuell daran, diese und weitere betroffene Grafiken auf ein neues Format umzustellen. (Mehr dazu) Korogwe (TC) |                |                |                |
| Council | Einwohner 1988 | Einwohner 2002 | Einwohner 2012 | Einwohner 2016 | Einwohner 2022 |
| Land-Distrikt Korogwe (DC) | 218.849 | 207.381 | 242.038        | 264.628        | 272.870        |
| Stadt-Distrikt Korogwe (TC) | – | 52.857 | 68.308         | 74.683         | 86.551         |

## Einrichtungen und Dienstleistungen
- Bildung: Im  Distrikt gibt es 138 Grundschulen und 27 weiterführende Schulen.[12]
- Gesundheit: Für die medizinische Betreuung der Bevölkerung sorgen ein Krankenhaus, drei Gesundheitszentren und 48 Apotheken.[12]

| - Landwirtschaft: Die Landwirtschaft ist der wichtigste Wirtschaftszweig, der rund 90 Prozent der Bevölkerung ernährt. Der Großteil sind Kleinbauern, die vor allem Mais, Maniok und Reis anbauen. Von den 52.000 Haushalten hielten 2012 mehr als die Hälfte Haustiere. Überwiegend gehalten wurden Hühner, Ziegen und Rinder. - Bergbau: Im Distrikt werden Zirkon, Bauxit, Amethyst und Rubin gefunden, aber nur in kleinem Rahmen abgebaut. - Eisenbahn: Die von Tanzania Railways betriebene Usambarabahn, die im Jahr 2019 wieder eröffnet wurde, führt von der Hafenstadt Tanga durch Korogwe nach Moshi und Arusha. - Straßen: Durch den Süden des Distriktes verläuft die wichtige Nationalstraße von Tanga nach Daressalam. Von dieser zweigt die ebenfalls asphaltierte Nationalstraße nach Norden nach Moshi und Arusha ab. Diese verläuft durch die Städte Korogwe und Mombo. Von 2012 bis 2014 wurde der Abschnitt von Korogwe nach Mkumbara mit Mitteln der Weltbank von der Strabag neu asphaltiert. - Energie: In Mpale wurde 2018 ein 50-Kilowatt-Solar-Projekt abgeschlossen, das den UNCDF-Preis der Vereinten Nationen gewann. | Die zur Anzeige dieser Grafik verwendete Erweiterung wurde dauerhaft deaktiviert. Wir arbeiten aktuell daran, diese und weitere betroffene Grafiken auf ein neues Format umzustellen. (Mehr dazu) |

## Politik
In Korogwe wird alle fünf Jahre ein Distriktrat (District council) gewählt. Ratsvorsitzender des Distriktrates ist Yusuph Kallaghe (Stand 2022).

## Sonstiges
- Mkomazi-Nationalpark: Der Distrikt hat Anteil an diesem 3245 Quadratkilometer großen Nationalpark.[24] Er wurde im Jahr 1951 als Reservat eingerichtet und 1989 zum Nationalpark erklärt. Neben Giraffen, Oryx, Gerenuk, Hartebeest, Kudu, Eland, Impala, Grants Gazellen, Elefanten, Büffeln, Löwen, Leoparden und Geparden beherbergt der Park über 400 Vogelarten.[25]